# ヤン・ルイケン
ヤン・ルイケン（Jan Luyken、1649年4月16日 - 1712年4月5日）は、オランダの、版画家、版画の下絵画家、詩人である。

## 略歴
アムステルダムで生まれた。父親のカスパール・ルイケン(Caspar Luyken)はドイツのエッセンの出身で、メノー派の学校で教師で著作もある人物である。 ヤン・ルイケンのドイツ語の名前はヨハネスであったが1698年からヤンの名前で活動した。18歳でアムステルダムの画家サーフモレン(Martinus Saagmolen: c.1620-1669)の弟子になったが、2年ほどで師匠が亡くなり、版画家のコーンラート・デッカー(Coenraet Decker: 1650-1685)の支援を受けて版画の世界に入った。版画を数点、出版した後、1678年に、挿絵の版画を制作した書籍「Schat der Zielen」が出版され、その後アムステルダムなどで出版された多くの書籍の挿絵を制作した。1685年に出版された、イエスの弟子から16世紀のキリスト教殉教者の歴史を記した『殉教者の鏡（De Martelaersspiegel）』の第2版の挿絵や息子のカスパール・ルイケンと出版した当時の100種の職人の仕事の様子を描いた版画集『Spiegel van het Menselyk Bedryf』などが良く知られている。
詩人としては1671年に最初の詩集『Duytse lier』を出版した。1671年に歌手をしていた女性と結婚した。5人の子供が生まれたが、版画家になったカスパールCaspar Luyken: 1672-1708)を除いて、早世した。

## 作品

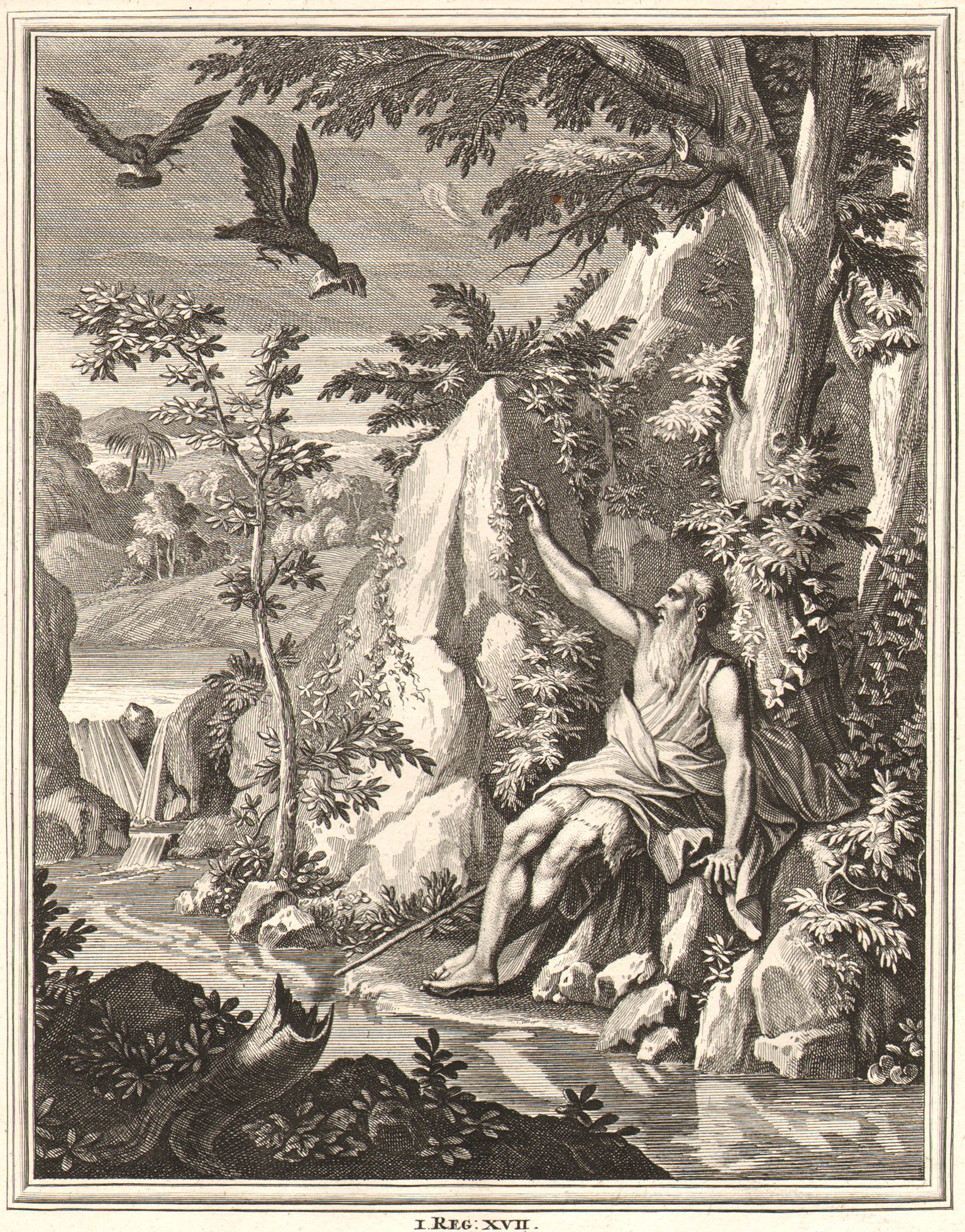
ワタリガラスから食料をうけるエリヤ
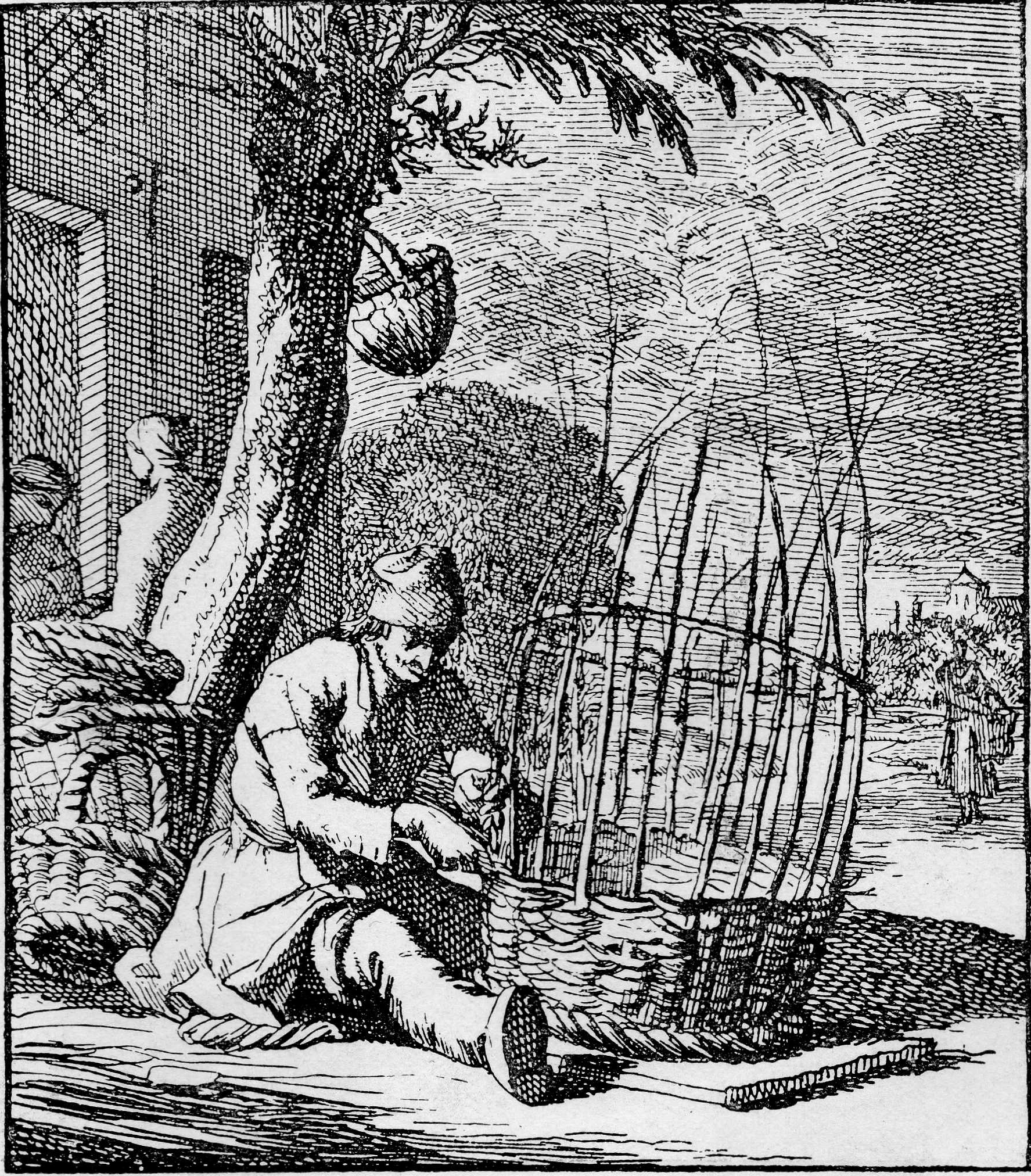
籠造り職人
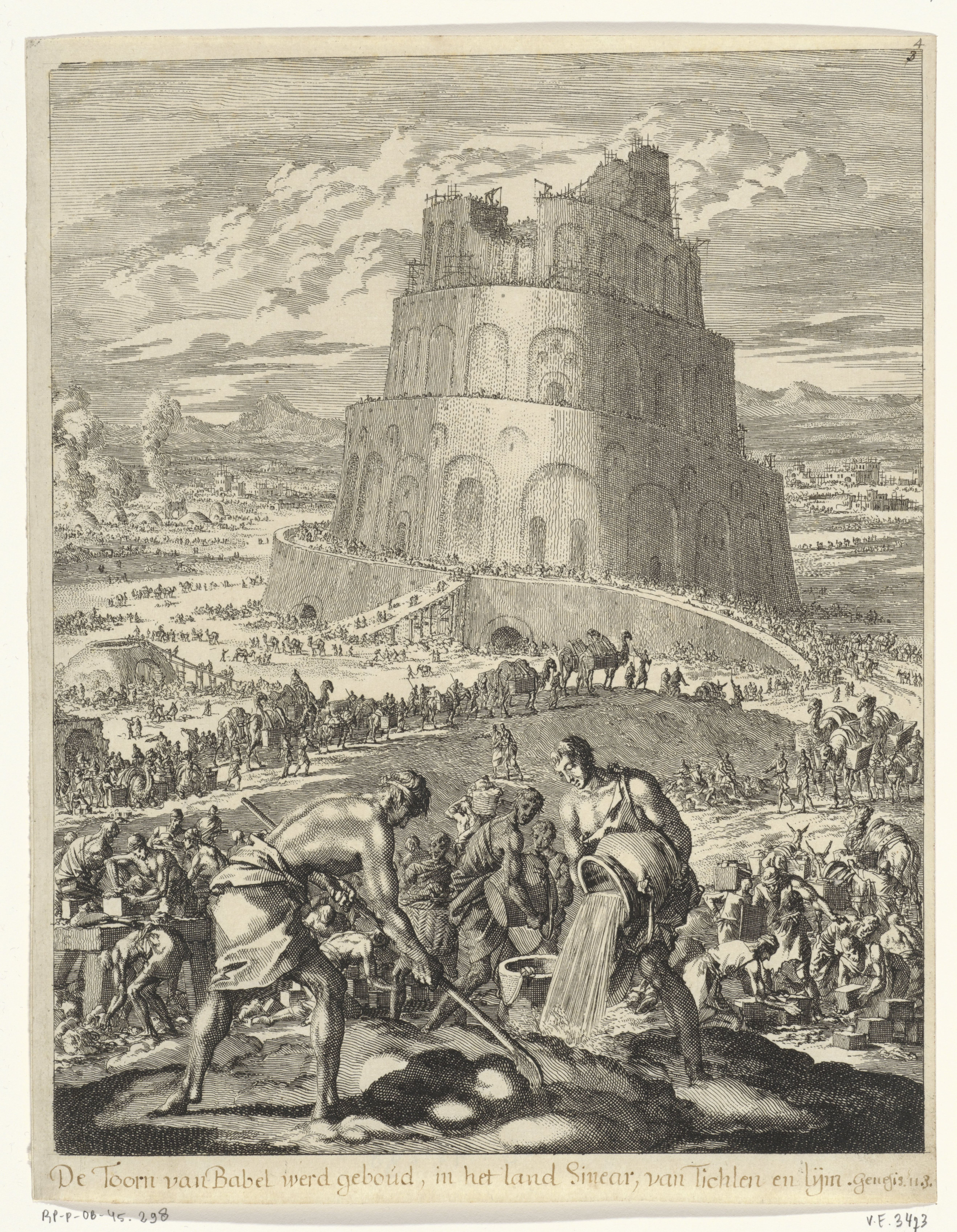
バベルの塔の建設
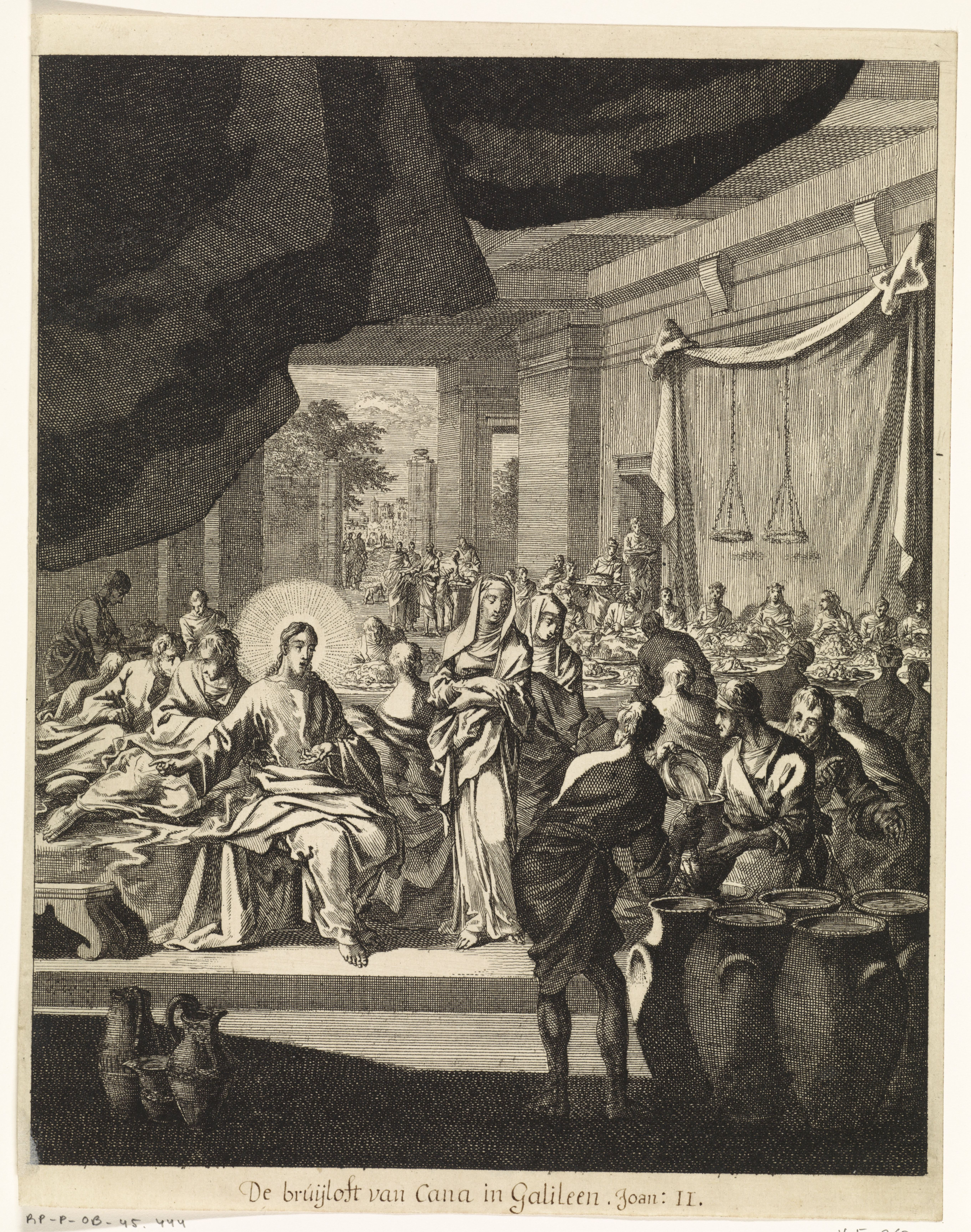
カナの婚礼

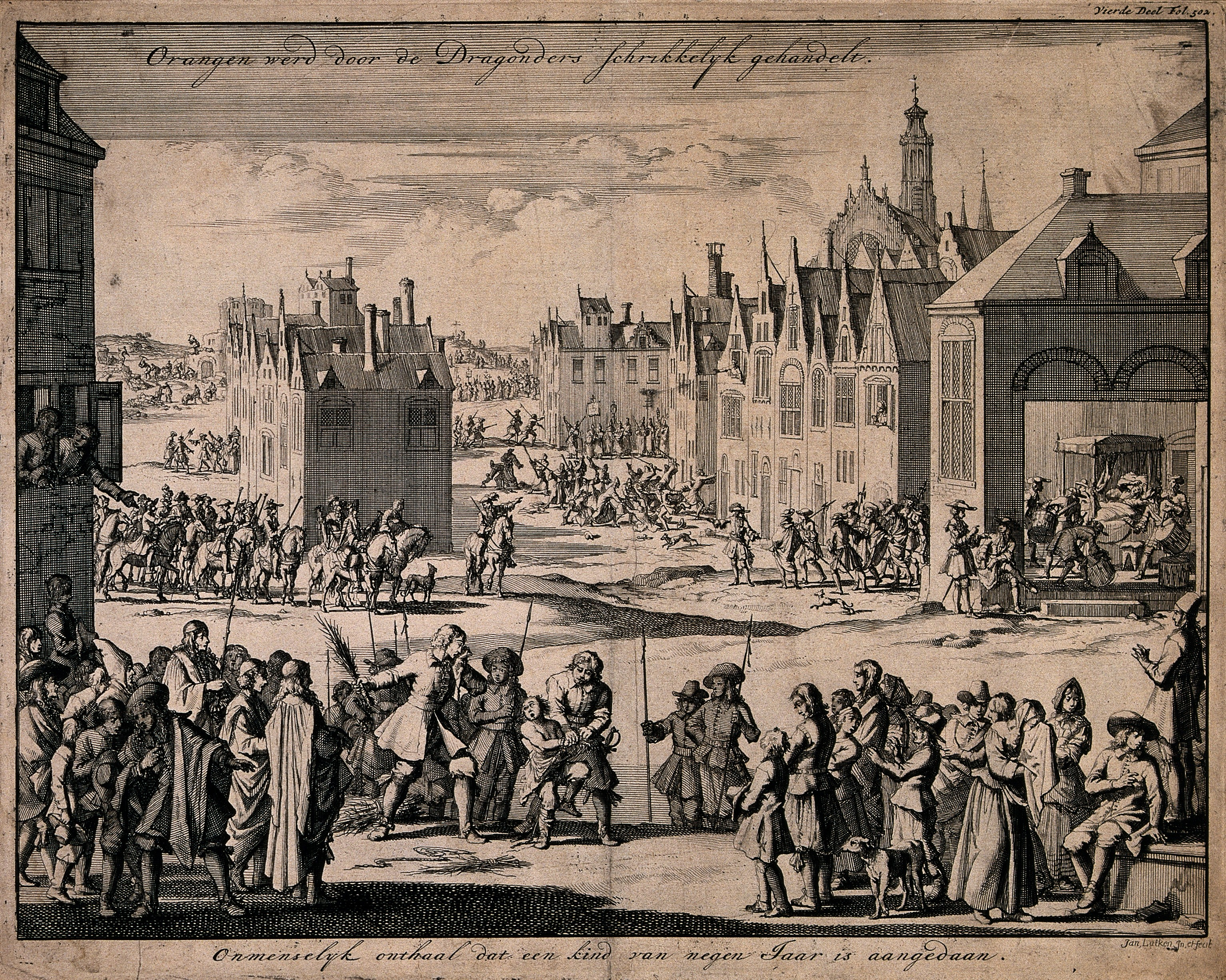
市場で鞭打たれる少年
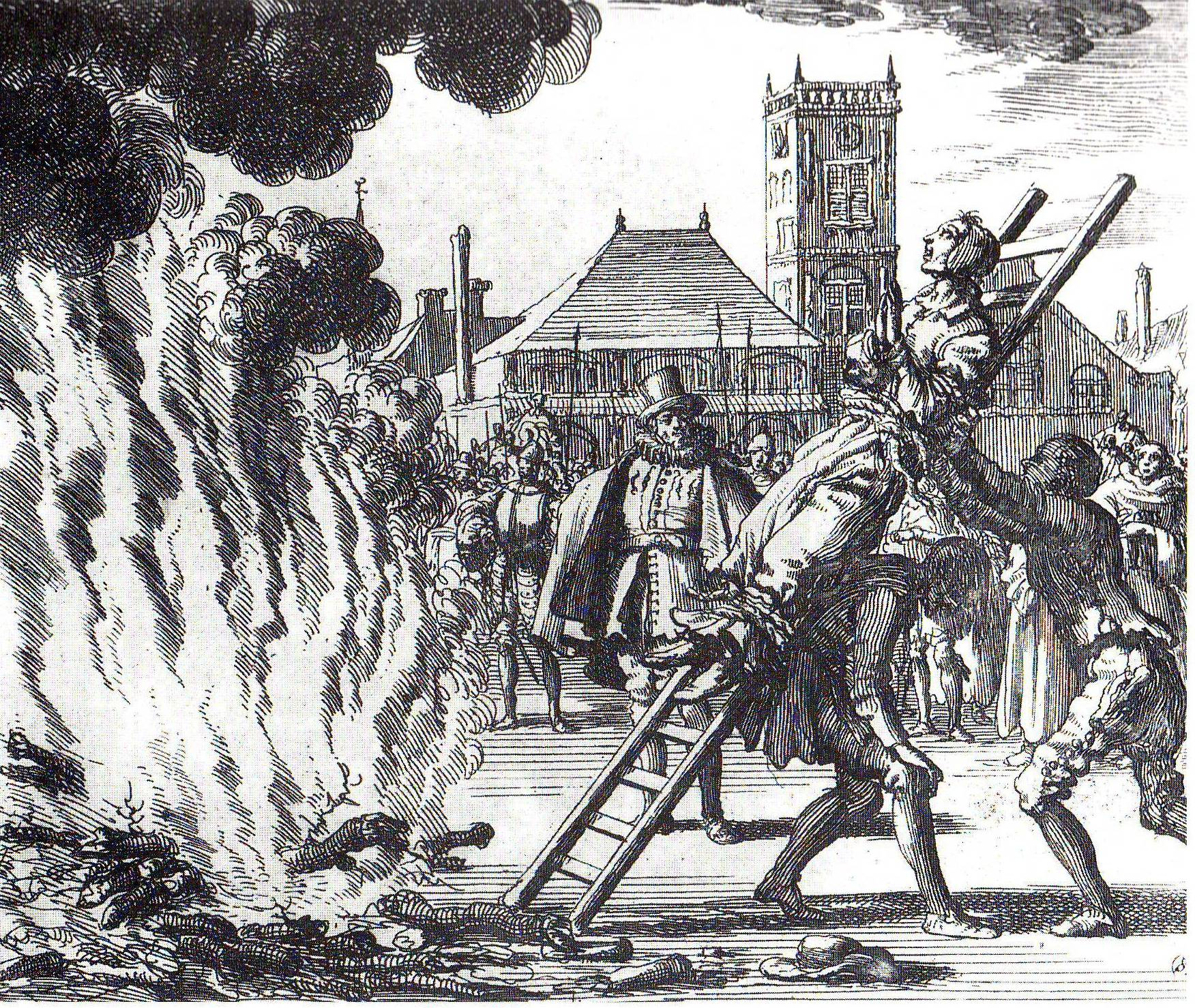
火刑される女性
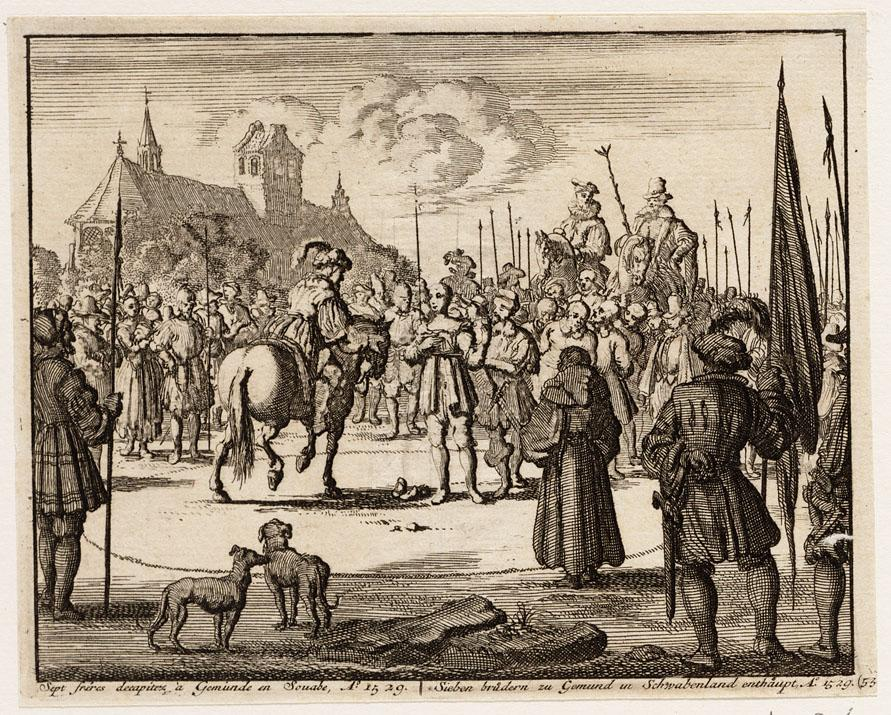
シュヴェービッシュ・グミュントでの再洗礼派の7人の兄弟の斬首『殉教者の鏡』から

: